# Abou El Hassen
Abou El Hassen (em árabe: أبو الحسن) é uma cidade e comuna localizada no distrito homônimo, na província de Chlef, deitada sobre o mar Mediterrâneo, no norte da Argélia. Segundo o censo de 2008, a população total da cidade era de 22 756 habitantes.